# Cyprinodon alvarezi
Il ciprinodonte di Potosì (Cyprinodon alvarezi) è una specie di pesce all'interno della famiglia dei Cyprinodontidae. Esso era endemico del Messico, ma ora è estinto allo stato selvatico.